# ماساتادا إيشي
ماساتادَ إيشيإي (باليابانية: 石井 正忠) (مواليد 1 فبراير 1967)، هو لاعب كرة قدم ياباني سابق كان يلعب كلاعب وسط.

## وصلات خارجية
- ماساتادا إيشي على موقع رابطة كرة القدم اليابانية للمحترفين (اليابانية)
- ماساتادا إيشي على موقع قاعدة بيانات كرة القدم.إي يو (الإنجليزية)
- ماساتادا إيشي على موقع Soccerway.com (الإنجليزية)
- ماساتادا إيشي على موقع عالم كرة القدم.نت (الإنجليزية)
- ماساتادا إيشي على موقع كووورة